# Komplexbrigade
Komplexbrigade ist die Bezeichnung für eine Spezialform der Brigade in der Deutschen Demokratischen Republik, die sich aus Vertretern verschiedener Berufsgruppen zusammensetzte. 

## Entstehung
Diese Form einer Brigade wurde vom FDGB seit Mitte der 50er Jahre verstärkt propagiert. Die Aufgabe einer Komplexbrigade bestand darin, an einem größeren Arbeitsauftrag zu arbeiten. Die Bezahlung dafür erfolgte meist im kollektiven Objektlohn. Besonders häufig waren Komplexbrigaden im Bauwesen anzutreffen.
Die erste Komplexbrigade wurde 1955 im VEB Bauunion Rostock auf Initiative von Paul Strauß gebildet. Ziel sollte sein, eine effektivere Arbeitsorganisation und eine rationellere Ausnutzung von Arbeitszeiten wie Arbeitsmitteln zu ermöglichen, als dies beim Einsatz mehrerer spezialisierter Fachbrigaden, etwa von Erdarbeitern, Maurern, Zimmerern und Transportarbeitern, möglich war.

## Sprachgebrauch
Der Begriff prägte sich in den allgemeinen Sprachgebrauch der DDR ein und wurde schließlich als Bezeichnung für alle Arten von Arbeitsgruppen gebraucht, die Aufgaben mit fachübergreifenden Anforderungen zu bewältigen hatten, so beispielsweise im Parteiapparat und in der staatlichen Verwaltung.
In den 80er Jahren wurde die Bezeichnung Komplexbrigade nunmehr mit ironischem Unterton auch gebräuchlich für die kommunale Wohnungsverwaltung mit ihren vielfältigen und praktisch nicht zu bewältigenden Reparatur- und Rekonstruktionsaufgaben.